# Jamie O’Hara
Jamie Darryl O’Hara (Dartford, 1986. szeptember 25. –) angol labdarúgó, a Billericay Town középpályása. Játszott az angol U16-os, U17-es, U18-as és U21-es válogatottban is.

## Pályafutása
O’Hara az Arsenal akadémiájáról került 2003-ban a Tottenham Hotspur akadémiájára. 2004-ben vált profi játékossá.
A 2004–05-ös szezonban minden FA Youth Cup mérkőzésen játszott, az Everton ellen szabadrúgásból gólt szerzett.
2006. január 13-án három hónapos kölcsönszerződéssel csatlakozott a Chesterfield-hez. 2006. január 14-én debütált a ligában a Doncaster Rovers elleni 1–1-es mérkőzésen. A csapatban 19 bajnokin 5 gólt szerzett.
2007. augusztus 24-én a Millwall játékosa lett egy hónapra kölcsönben, majd a szerződést meghosszabbították újabb két hónappal. A Millwallnál 14 mérkőzésen 2 gólt szerzett.
A Tottenhamben először csereként lépett pályára 2007. december 15-én, a Portsmouth ellen. Kezdő először az Arsenal ellen volt 2007. december 22-én. Szintén kezdő volt a Ligakupában ugyancsak az Arsenal ellen 2008. január 9-én, és végigjátszotta a találkozót.
2008. február 21-én megszerezte első Tottenham gólját, méghozzá az UEFA-kupában a Slavia Praha elleni visszavágón hazai pályán. A mérkőzés döntetlennel zárult, ennek ellenére a Spurs továbbjutott a nyolcaddöntőbe. Első bajnoki gólját 2008. március 22-én szerezte a Portsmouth ellen hazai pályán a 82. percben, csereként a 70. percben lépve pályára. A 2007–08-as szezon végén újabb három évre szóló szerződést írt alá a klubnál.
O’Hara a 2008-09-es szezon előtti barátságos mérkőzéseken háromszor volt eredményes: 2008. július 14-én az Tavernes ellen, és augusztus 3-án a Borussia Dortmund ellen.

### Válogatott
O’Hara először az Írország elleni mérkőzésre, 2008. február 5-én kapott meghívást az angol U21-es válogatottba, de nem játszott a találkozón. Első mérkőzését 2008. március 25-én játszotta a válogatottban Lengyelország ellen. Második mérkőzését 2008. május 15-én játszotta, csereként állt be a második félidőben Wales ellen. A találkozót 2–0-ra megnyerték az arsenalos Theo Walcott és O’Hara csapattársa, Tom Huddlestone góljaival.

## Statisztika
Utolsó frissítés: 2009. január 14.
| Csapat            | Szezon  | Bajnokság | Bajnokság | Kupa    | Kupa  | UEFA    | UEFA  | Összesen | Összesen |
| Csapat            | Szezon  | Meccsek   | Gólok     | Meccsek | Gólok | Meccsek | Gólok | Meccsek  | Gólok    |
| ----------------- | ------- | --------- | --------- | ------- | ----- | ------- | ----- | -------- | -------- |
| Tottenham Hotspur | 2008–09 | 11        | 1         | 5       | 2     | 5       | 1     | 21       | 4        |
| Tottenham Hotspur | 2007–08 | 17        | 1         | 4       | 0     | 4       | 1     | 25       | 2        |
| Millwall          | 2007–08 | 14        | 2         | 1       | 0     | -       | -     | 15       | 2        |
| Chesterfield      | 2005–06 | 19        | 5         | 0       | 0     | -       | -     | 19       | 5        |
| Összesen          |         | 57        | 8         | 7       | 1     | 8       | 2     | 72       | 11       |

## Külső hivatkozások
- Jamie O'Hara pályafutásának statisztikái a Soccerbase oldalon (angolul)

- Profil TottenhamHotspur.com